# Roodbroeksperwer
De roodbroeksperwer (Astur bicolor), ook wel tweekleurige sperwer genoemd, is een roofvogel uit de familie van de havikachtigen (Accipitridae).

## Algemene kenmerken
De grootte van de roodbroeksperwer varieert van 34 tot 45 centimeter en hij heeft een spanwijdte van 48 tot 86 centimeter. Volwassen vogels zijn vanboven grijs met donkerdere vleugels en kruin, met een gebandeerde staart. De onderkant varieert van donkergrijs tot zeer bleek grijs, maar de zuiderse vogels kunnen vanonder ook wat rood zien. De flanken zijn een helderrood, en de onderkant van de vleugels zijn wit tot roodachtig. Onvolwassen vogels kunnen erg gevarieerd qua kleur zijn. Ze kunnen wit zijn, of een geelachtig bruin, of roodachtig, en soms hebben ze donkere stroken. Hun bovenkant is soms bruiner dan die van volwassen dieren, of hun flanken lichter.

## Voedsel
De havik jaagt op kleine vogels, zoals lijsters en kleine duiven, soms ook kleine zoogdieren en reptielen. Soms jaagt men in paren.

## Voortplanting
De roodbroeksperwer maakt zijn nest in bossen, op de takken van de bomen. Het nest is gemaakt van stokjes en bladeren. De 1 tot 3 doffe, witte eieren komen uit na ongeveer drie weken. De jongen kunnen na 30 tot 36 dagen vliegen, maar komen nog voor zeker zeven weken terug naar het nest voor voedsel.

## Verspreiding en leefgebied
De soort komt voor in bossen, secundair bos en graslanden in het zuidoosten van Mexico, Midden-Amerika en Noord- en Centraal Zuid-Amerika en telt vier ondersoorten:
- Astur b. bicolor: van zuidoostelijk Mexico tot de Guyana's, noordelijk Brazilië en oostelijk Peru.
- A. b. fidens: zuidwestelijk Mexico.
- A. b. guttifer: zuidelijk Bolivia, zuidwestelijk Brazilië, Paraguay en noordelijk Argentinië.
- A. b. pileatus: centraal en zuidelijk Brazilië en noordoostelijk Argentinië.

## Status
De grootte van de populatie is in 2019 geschat tussen de half en een miljoen volwassen vogels. Dat is inclusief de Chileense sperwer (A. chilensis), die op de lijst van het IUCN wordt beschouwd als een ondersoort van de roodbroeksperwer. Op de Rode lijst van de IUCN heeft de roodbroeksperwer de status niet bedreigd.

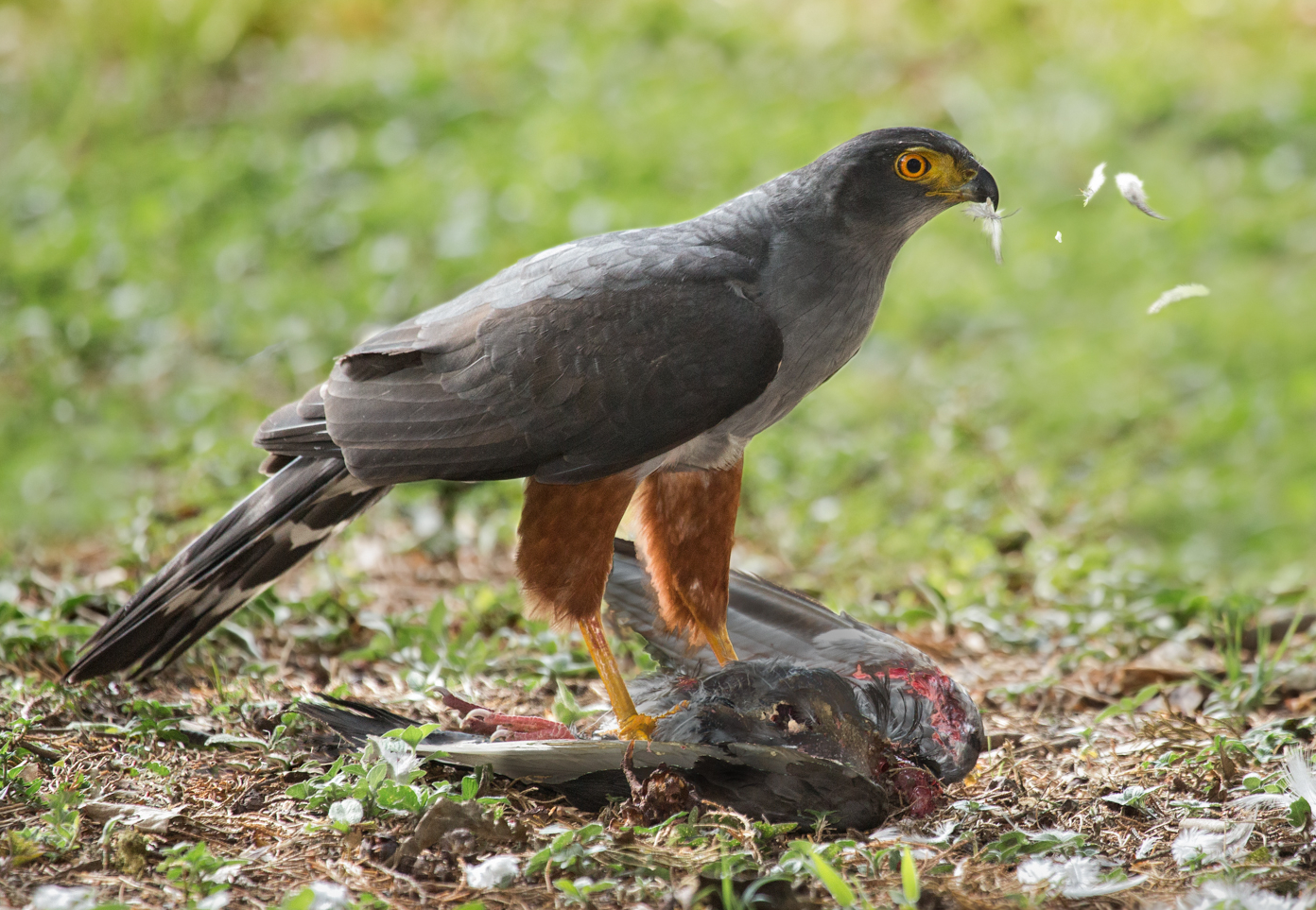